# Menhir de Caparrosa
Le menhir de Caparrosa (en portugais : menir da Caparrosa) est un mégalithe datant du Néolithique ou du Chalcolithique situé près de la municipalité de Tondela, dans le district de Viseu, en Région Centre, au Portugal.

## Situation
Le menhir est situé dans l'ancienne freguesia de Caparrosa, à une quinzaine de kilomètres au nord de Tondela et à une vingtaine de kilomètres à l'ouest-sud-ouest de Viseu ; il se dresse à proximité de la route nationale 228 (N228).

## Description
Le monolithe, composé de granite, mesure 2,50 m de hauteur pour 1 m de largeur et 50 cm d'épaisseur ; il pourrait s'agir d'une statue-menhir.
Une croix fut gravée sur la pierre ainsi que l'année 1804.